# Nasielska Kolej Dojazdowa
| Streckennummer: | -                   |                      |                      |
| Kursbuchstrecke: | 620 (1986)          |                      |                      |
| Streckenlänge: | 26,35 km            |                      |                      |
| Spurweite: | 750 mm (Schmalspur) |                      |                      |
| |                     |                      |                      |
| \| \| 0,00 \| Nasielsk Wąskotorowy \| Nasielsk Wąskotorowy \| \| \| 3,02 \| Nasielsk Miasto \| Nasielsk Miasto \| \| \| 8,52 \| Poniaty \| Poniaty \| \| \| 10,45 \| Skoroszki \| Skoroszki \| \| \| 14,49 \| Winnica \| Winnica \| \| \| 17,28 \| Golądkowo \| Golądkowo \| \| \| 19,96 \| Kokoszka Mazowiecka \| Kokoszka Mazowiecka \| \| \| 22,02 \| Płocochowo \| Płocochowo \| \| \| 26,35 \| Pułtusk \| Pułtusk \| |                     |                      |                      |
| Kopfbahnhof Streckenanfang (Strecke außer Betrieb) | 0,00                | Nasielsk Wąskotorowy | Nasielsk Wąskotorowy |
| Haltepunkt / Haltestelle (Strecke außer Betrieb) | 3,02                | Nasielsk Miasto      | Nasielsk Miasto      |
| Haltepunkt / Haltestelle (Strecke außer Betrieb) | 8,52                | Poniaty              | Poniaty              |
| Haltepunkt / Haltestelle (Strecke außer Betrieb) | 10,45               | Skoroszki            | Skoroszki            |
| Bahnhof (Strecke außer Betrieb) | 14,49               | Winnica              | Winnica              |
| Haltepunkt / Haltestelle (Strecke außer Betrieb) | 17,28               | Golądkowo            | Golądkowo            |
| Haltepunkt / Haltestelle (Strecke außer Betrieb) | 19,96               | Kokoszka Mazowiecka  | Kokoszka Mazowiecka  |
| Haltepunkt / Haltestelle (Strecke außer Betrieb) | 22,02               | Płocochowo           | Płocochowo           |
| Kopfbahnhof Streckenende (Strecke außer Betrieb) | 26,35               | Pułtusk              | Pułtusk              |

Die Nasielska Kolej Dojazdowa war eine Schmalspurbahn in Polen. Sie zweigte in Nasielsk von der Bahnstrecke Warszawa–Gdańsk ab und führte über Winnica nach Pułtusk.

## Geschichte
Die Strecke wurde am 8. Oktober 1950 durch die polnische Staatsbahn Polskie Koleje Państwowe (PKP) als Schmalspurbahn mit der Spurweite von 750 mm eröffnet. Zweck des Streckenbaues war insbesondere die Schaffung eines Eisenbahnanschlusses für ein Wärmekraftwerk in Pułtusk, das über die Bahn mit Kohle versorgt wurde. Darüber hinaus besaß die Verbindung zunächst auch einige Bedeutung für den Personenverkehr.
Später verlagerte sich der Reiseverkehr zunehmend auf neu eingerichtete Überlandbuslinien der staatlichen PKS. Von und nach Warschau fuhren  Busse ohne Umstieg bei deutlich kürzeren Reisezeiten.
Am 5. Februar 1986 wurde der Reiseverkehr eingestellt. Der letzte Fahrplan von 1985 verzeichnete lediglich zwei Zugpaare am Morgen und Abend. Sie benötigten für die 26 Kilometer lange Strecke 80 Minuten.
Im August 2001 endete auch der Güterverkehr. Anfang 2006 begannen die PKP mit dem Abbau der Strecke, der zunächst durch ein Veto der staatlichen Denkmalpflege gestoppt wurde. Im Jahr 2011 wurden die Gleise dann doch vollständig entfernt. Heute erinnern nur noch einige Hochbauten, wie die Empfangsgebäude und der Lokschuppen in Nasielsk an die Bahn.

## Fahrzeugeinsatz
Den Eröffnungszug förderte am 8. Oktober 1950 eine Lokomotive der sächsischen Gattung I K, die nach dem Ersten Weltkrieg bei den PKP verblieben war. In Sachsen hatte sie die Nummer 41 getragen, die PKP führten sie in den 1950er Jahren als Ty2-1128. Die Maschine wurde 1955 nach Nowy Dwór Gdański abgegeben. Außerdem stand zur Eröffnung auch ein Dieseltriebwagen älterer Bauart zur Verfügung. Bis 1960 lief auf der Strecke auch die Ty2-1146, die von der  Kolej Wilanowska stammte.
Ab 1951 wurde der Betrieb mit neu angelieferten Lokomotiven der PKP-Baureihe Px48 abgewickelt, die bis 1986 auf der Strecke im Einsatz blieben. Ab 1983 übernahmen neue Diesellokomotiven der PKP-Baureihe Lxd2 den Verkehr.
Für den Reiseverkehr standen zur Eröffnung nur einige alte Wagen zur Verfügung, die von anderen Strecken umgesetzt worden waren. Ab 1960 liefen in den Reisezügen vierachsige Wagen des Typs 1Aw der Pafawag. Ab 1992 standen auch einige Wagen der Bauart A20D-P zur Verfügung.
Der Güterverkehr wurde von Anfang an mehrheitlich mit regelspurigen Güterwagen auf Rollfahrzeugen abgewickelt. Insbesondere die mit Kohle beladenen Wagen für das Kraftwerk in Pułtusk wurden so zugestellt.